# Ньянголоко
Ньянголоко (фр. Niangoloko) — город и городская коммуна в Буркина-Фасо, на территории провинции Комоэ.

## География
Город расположен на крайнем юго-западе страны, недалеко от границы с Кот-д’Ивуаром, на высоте 303 м над уровнем моря.

## Население
По данным на 2013 год численность населения города составляла 27 088 человек. Население городской коммуны по данным переписи 2006 года составляет 51 345 человек.
Динамика численности населения города по годам:
| 1985  | 1996   | 2005   | 2006   | 2013   |
| ----- | ------ | ------ | ------ | ------ |
| 7 950 | 12 824 | 16 177 | 20 377 | 27 088 |

## Транспорт
Через Ньянколого проходит железная дорога, соединяющая Абиджан и Уагадугу.